# Leichtathletik-Weltmeisterschaften 1983/Teilnehmer (Österreich)
| Goldmedaillen | Silbermedaillen | Bronzemedaillen |
| ------------- | --------------- | --------------- |
| –             | –               | –               |

Der Leichtathletik-Verband Österreichs stellte mindestens eine Teilnehmerin und neun Teilnehmer bei den Leichtathletik-Weltmeisterschaften 1983 in der finnischen Hauptstadt Helsinki.

## Ergebnisse

### Frauen

#### Siebenkampf
| Athletin       | 100 m Hürden | Hochsprung | Kugelstoßen | 200 m   | Weitsprung | Speerwurf | 800 m       | Punkte | Platz |
| -------------- | ------------ | ---------- | ----------- | ------- | ---------- | --------- | ----------- | ------ | ----- |
| Melitta Aigner | 15,39 s      | 1,65 m     | 14,13 m     | 26,18 s | 5,52 m     | 42,88 m   | 2:16:47 min | 5629   | 18    |

### Männer

#### Laufdisziplinen
| Athlet              | Disziplin    | Vorlauf      | Vorlauf | Viertelfinale      | Viertelfinale      | Halbfinale           | Halbfinale           | Finale               | Finale               |
| Athlet              | Disziplin    | Zeit         | Platz   | Zeit               | Platz              | Zeit                 | Platz                | Zeit                 | Platz                |
| ------------------- | ------------ | ------------ | ------- | ------------------ | ------------------ | -------------------- | -------------------- | -------------------- | -------------------- |
| Roland Jokl         | 200 m        | 21,30 s      | 23      | nicht qualifiziert | nicht qualifiziert | nicht qualifiziert   | nicht qualifiziert   | nicht qualifiziert   | nicht qualifiziert   |
| Robert Nemeth       | 1500 m       | 3:39,93 min  | 12      |                    |                    | Rennen nicht beendet | Rennen nicht beendet | –––                  | –––                  |
| Dietmar Millonig    | 5000 m       | 14:13,65 min | 13      |                    |                    | 13:32,86 min         | 7                    | 13:36,08 min         | 8                    |
| Gerhard Hartmann    | Marathon     |              |         |                    |                    |                      |                      | Rennen nicht beendet | Rennen nicht beendet |
| Thomas Futterknecht | 400 m Hürden | 50,68 s      | 16      |                    |                    | nicht qualifiziert   | nicht qualifiziert   | nicht qualifiziert   | nicht qualifiziert   |

#### Sprung/Wurf
| Athlet            | Disziplin      | Qualifikation       | Qualifikation       | Finale             | Finale             |
| Athlet            | Disziplin      | Weite               | Platz               | Weite              | Platz              |
| ----------------- | -------------- | ------------------- | ------------------- | ------------------ | ------------------ |
| Wolfgang Tschirk  | Hochsprung     | 2,15 m              | 25                  | nicht qualifiziert | nicht qualifiziert |
| Hermann Fehringer | Stabhochsprung | keine gültige Höhe  | keine gültige Höhe  | –––                | –––                |
| Erwin Weitzl      | Kugelstoßen    | 19,23 m             | 14                  | nicht qualifiziert | nicht qualifiziert |
| Johann Lindner    | Hammerwurf     | keine gültige Weite | keine gültige Weite | –––                | –––                |